# Tommy Petersson
Per Tommy Petersson, född 26 mars 1970 i Raus församling i Malmöhus län, är en svensk militär.

## Biografi
Tommy Petersson avlade officersexamen vid Flygvapnets officershögskola 1992 och utnämndes samma år till fänrik vid Skånska flygflottiljen, där han 1998 befordrades till kapten. Han var divisionschef vid Blekinge flygflottilj åren 2008–2011 och operationschef på Sicilien under Libyeninsatsen åren 2011–2012. Från 2014 var han sektionschef vid Flygvapnets taktiska stab i Högkvarteret. Petersson befordrades den 20 juli 2017 till överste och var från samma dag chef för Flygvapnets taktiska stab i Högkvarteret. Han var från 10 juni 2019 chef för Blekinge flygflottilj. Petersson befordrades till brigadgeneral 2022 och är sedan den 1 augusti 2022 ställföreträdande flygvapenchef. Den 1 augusti 2025 kommer Petersson att tillträda befattningen som chef för verksamhetsområde Test och evaluering vid Försvarets materielverk.
Tommy Peterson har filosofie magister-examen i historia från Stockholms universitet. Han invaldes som ledamot av Kungliga Krigsvetenskapsakademien 2013.